# Corsi (popolo antico)

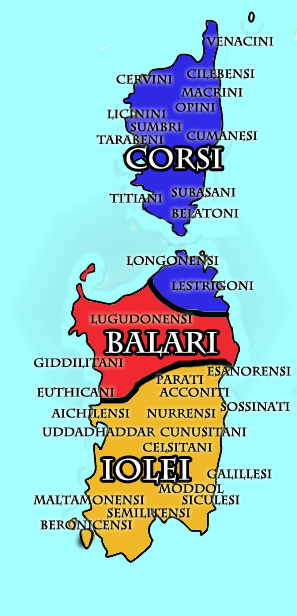
Mappa delle principali etnie nuragiche; in blu la distribuzione dei Corsi, in rosso quella dei Balari, in giallo quella degli Iliensi

I Corsi furono un'antica popolazione della Corsica e della Sardegna settentrionale. In quest'ultima isola le tribù corse abitarono soprattutto le coste nord-orientali, corrispondenti all'odierna Gallura, vicino ai Tibulati e subito a nord dei Coracenses. Tolomeo li citò per la prima volta nella sua opera (III, 3).

## Storia

### Nella storiografia antica
Nel mito, riportato da Sallustio, il popolamento della Corsica viene fatto risalire a Corsa, una donna ligure che pascolando gli armenti si spinse fino all'isola che prese poi il suo nome. Pausania il Periegeta nella sua opera Periegesi della Grecia narra che:
(Pausania, Viaggio in Grecia, libro 10 cap. 17, metà II secolo d.C.)
In Sardegna i Corsi confinavano a sud e ad ovest con i Balari, da loro identificati come "fuggiaschi". Lucio Anneo Seneca, che trascorse alcuni anni in esilio in Corsica, descrive la popolazione dell'isola come il risultato del mescolamento di varie etnie tra cui i Liguri e i Cantabri. Servio Mario Onorato riferisce che i Corsi fondarono la città di Populonia, in Etruria.

### Ipotesi della storiografia moderna
Secondo Franck Leandri, Conservatore regionale dell'archeologia, le recenti scoperte rafforzano i collegamenti tra la cultura dell'antico popolo corso e le culture protostoriche del Mediterraneo Orientale. La Corsica era certamente un luogo dove si insediarono gli Shardana.
Secondo l'archeologo Giovanni Ugas è possibile che i Corsi appartenessero alla famiglia dei popoli Liguri che popolavano gran parte dell'Italia settentrionale e della Francia meridionale in periodo preistorico e protostorico. Movimenti di genti dall'arco tosco-ligure verso le due isole tirreniche sono attestati a partire dal neolitico antico (6000 - 4000 a.C.). Già il Pais aveva ipotizzato decenni prima che: "Gli abitanti della Corsica al pari dei Corsi del settentrione della Sardegna (la Gallura) e dell'isoletta Ilva (oggi La Maddalena sulle bocche di Bonifacio) appartenevano alla stirpe ligure. Fra i Liguri della costa e quelli delle isole v'erano molte e frequenti relazioni".
A partire dal neolitico recente la Corsica e la Gallura (cultura di Arzachena) vengono raggiunte dal fenomeno del megalitismo come testimoniato dall'apparizione delle cosiddette tombe a circolo, sepolture individuali di probabile derivazione pirenaica e provenzale, ben diverse, sia da un punto di vista strutturale che ideologico, dalle domus de janas, le tombe collettive prenuragiche tipiche del resto della Sardegna. 

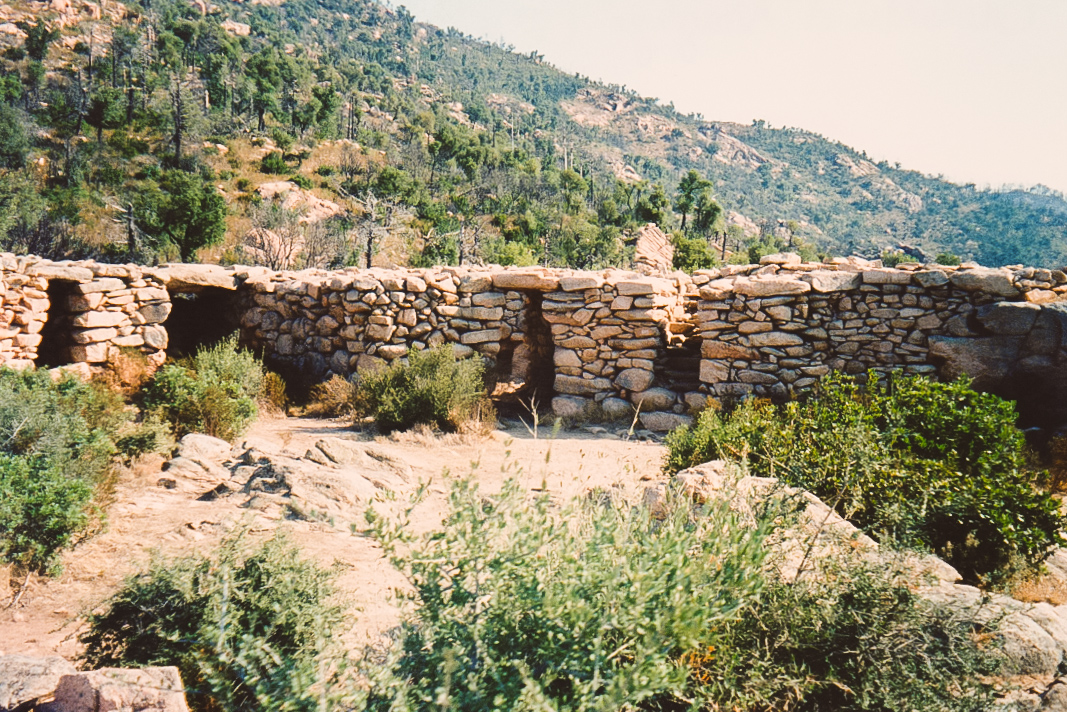
Casteddu d'Araghju (Porto Vecchio)

Nella successiva età del rame sono scarse in Gallura le attestazioni della cultura di Abealzu-Filigosa, della cultura di Monte Claro e del Vaso campaniforme, generalmente diffuse in territorio sardo.. La Corsica nel III millennio a.C. è interessata invece dal Terriniano che conobbe un precoce sviluppo della metallurgia del rame.
Nell'età del bronzo, durante la fase culturale detta di Bonnanaro, sia in Gallura che nella Corsica meridionale (grosso modo a sud di Ajaccio) si diffonde la civiltà nuragica (in Corsica nota come civiltà torreana) con la conseguente costruzione di nuraghi (o torri). In questa fase, come nella successiva età del ferro, in Corsica sono altresì forti le influenze provenienti dal mondo italico.
Giovanni Lilliu in base alle analisi antropologiche sulle genti nuragiche dimoranti in Gallura, afferma che i resti osteologici rinvenuti nei caratteristici tafoni e mostranti una certa mescolanza di gruppi etnici eterogenei, si avvicinano a quelli corsi e franco-liguri, suggerendo l'ipotesi di un comune « ceppo ligure ». Per Raimondo Zucca «nel lungo periodo eneolitico e delle fasi dell'età del bronzo [vi sono] varie possibilità di inquadramento del trasferimento di comunità di Corsi in Sardegna ricordato da Pausania».

### Periodo cartaginese e romano

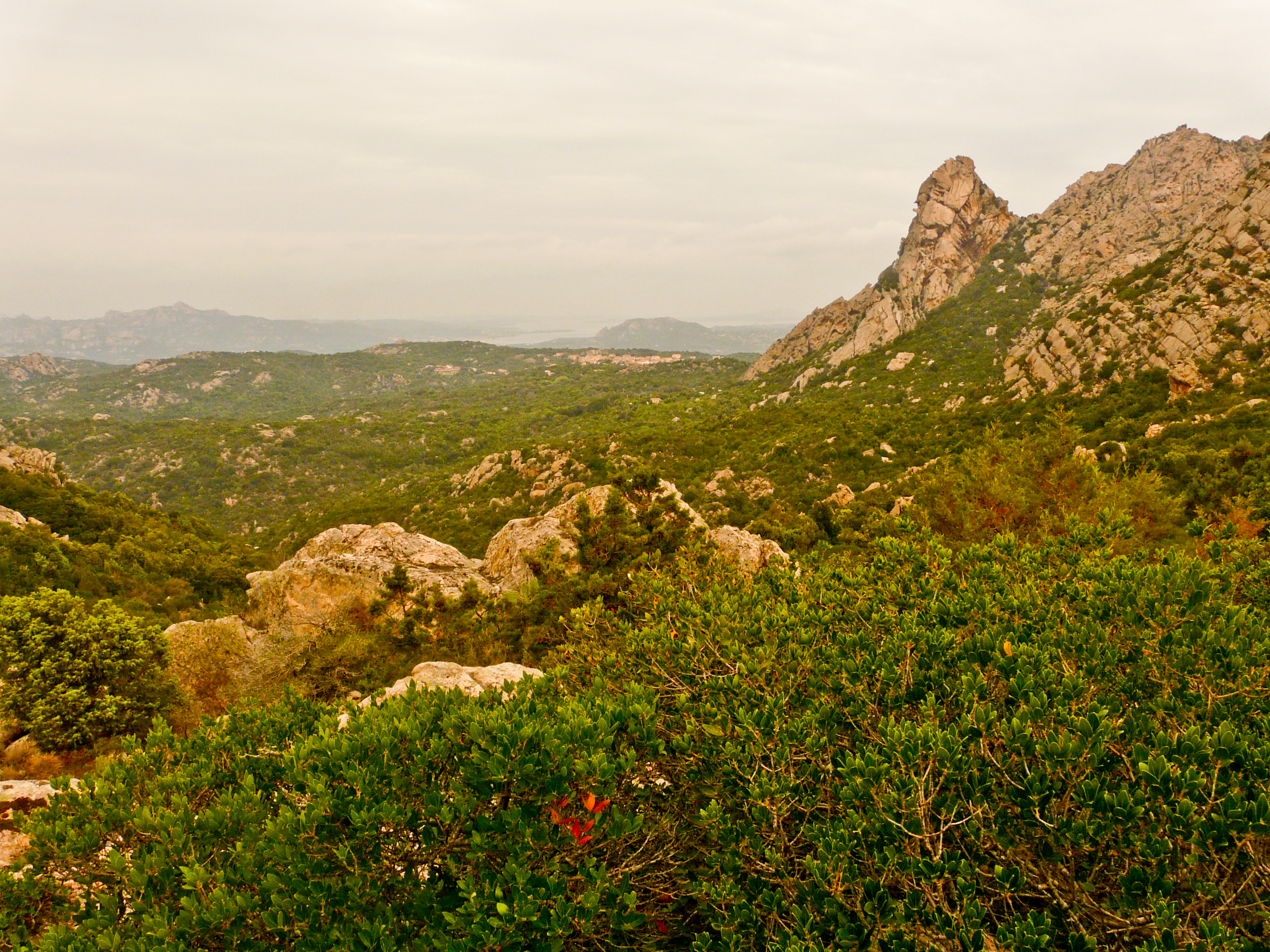
Rilievi nei pressi di San Pantaleo (Olbia)

Significativo il ritrovamento di alcune iscrizioni fenicie risalenti al IX secolo a.C. che citano i KRSYM (Korsim), stanziati a Kition, nella costa meridionale di Cipro. La comunità dei KRSYM fu abbastanza importante da render necessaria l'istituzione, da parte dei Fenici, di una figura detta MLS HKRSYM, ossia "l'interprete dei Korsim (Corsi)".
Pausania narra che «Nel periodo in cui erano potenti per la loro flotta, i Cartaginesi sottomisero tutti coloro che si trovavano in Sardegna ad eccezione degli Iliesi [localizzati nel Marghine e nel Gocèano] e dei Corsi [in Gallura], ai quali fu sufficiente la protezione delle montagne per non essere asserviti».
Anche durante la successiva dominazione romana sia i Corsi di Sardegna (assieme a Balari e Iliensi), sia i Corsi di Corsica si rivoltarono più volte all'occupazione straniera, venendo ricordati in diversi Fasti triumphales romani.

## Lingua
La lingua parlata dai Corsi è pressoché sconosciuta essendo stata soppiantata dal latino e non esistendo documenti scritti; basandosi sulle fonti antiche e sulla toponomastica di origine pre-romana della Corsica, alcuni studiosi hanno individuato in essa elementi sia liguri che iberici.